# ایمون-دونگ
ایمون-دونگ (به لاتین: Imun-dong) یک منطقهٔ مسکونی در کره جنوبی است که در Dongdaemun District واقع شده‌است.